# Helina australis
Helina australis är en tvåvingeart som beskrevs av Carvalho och Adrian C. Pont 1993. Helina australis ingår i släktet Helina och familjen husflugor. Inga underarter finns listade i Catalogue of Life.